# Spermophora
Genre
Synonymes
- Simonius Kishida, 1913

Spermophora est un genre d'araignées aranéomorphes de la famille des Pholcidae.

## Distribution
Les espèces de ce genre se rencontrent en Afrique subsaharienne, en Asie et en Océanie, sauf Spermophora senoculata holarctique et Spermophora maculata du Brésil.

## Liste des espèces
Selon World Spider Catalog (version 22.0, 29/06/2021) :
- Spermophora abibae Huber, 2014
- Spermophora akwamu Huber & Kwapong, 2013
- Spermophora awalai Huber, 2014
- Spermophora berlandi Fage, 1936
- Spermophora bukusu Huber & Warui, 2012
- Spermophora deelemanae Huber, 2005
- Spermophora dieke Huber, 2009
- Spermophora dumoga Huber, 2005
- Spermophora estebani Simon, 1892
- Spermophora falcata Yao & Li, 2013
- Spermophora gordimerae Huber, 2003
- Spermophora jocquei Huber, 2003
- Spermophora kaindi Huber, 2005
- Spermophora kerinci Huber, 2005
- Spermophora kirinyaga Huber & Warui, 2012
- Spermophora kivu Huber, 2003
- Spermophora kyambura Huber & Warui, 2012
- Spermophora lambilloni Huber, 2003
- Spermophora luzonica Huber, 2005
- Spermophora maathaiae Huber & Warui, 2012
- Spermophora maculata Keyserling, 1891
- Spermophora maros Huber, 2005
- Spermophora masisiwe Huber, 2003
- Spermophora mau Huber & Warui, 2012
- Spermophora minotaura Berland, 1920
- Spermophora morogoro Huber, 2003
- Spermophora palau Huber, 2005
- Spermophora paluma Huber, 2001
- Spermophora pembai Huber, 2003
- Spermophora peninsulae Lawrence, 1964
- Spermophora persica Senglet, 2008
- Spermophora ranomafana Huber, 2003
- Spermophora sangarawe Huber, 2003
- Spermophora schoemanae Huber, 2003
- Spermophora senoculata (Dugès, 1836)
- Spermophora senoculatoides Senglet, 2008
- Spermophora sumbawa Huber, 2005
- Spermophora suurbraak Huber, 2003
- Spermophora thorelli Roewer, 1942
- Spermophora tonkoui Huber, 2003
- Spermophora tumbang Huber, 2005
- Spermophora usambara Huber, 2003
- Spermophora vyvato Huber, 2003
- Spermophora yao Huber, 2001
- Spermophora ziama Huber & Kwapong, 2013

## Publication originale
- Hentz, 1841 : « Description of an American spider, constituting a new sub-genus of the tribe Inaequiteloe of Latreille. » Silliman's Journal of Science and Arts, vol. 41, p. 115-117.